# Macrothele yaginumai
Macrothele yaginumai là một loài nhện trong họ Hexathelidae. Loài này phân bố ở Riukiu-eilanden.